# تي بي دي أورو
كانت تي بي دي أورو (بالإسبانية: TP de Oro)‏ جوائز تلفاز إسبانية تمنحها سنويًا مجلة تيليبراجراما عبر تصويت قرائها، تقديرًا للأعمال في مُختلف مجالات التلفزيون في إسبانيا. وكانت تُسلم على مدى 40 عامًا فيما بين عامي 1972 و2011.